# J'irai où tu iras (film)
Pour les articles homonymes, voir J'irai où tu iras.
Pour plus de détails, voir Fiche technique et Distribution.
J'irai où tu iras est une comédie dramatique française écrite et réalisée par Géraldine Nakache, sortie en 2019.

## Synopsis
Vali et Mina sont deux sœurs que tout oppose et qui ne s'apprécient pas beaucoup : l'une est chanteuse (ancienne candidate de Star Academy 4) et compte passer les auditions pour devenir choriste francophone de Céline Dion et l'autre est thérapeute, bien plus terre-à-terre. Leur père va essayer de les réconcilier en demandant à Mina de conduire Vali à son audition à Paris.

## Fiche technique
- Réalisation : Géraldine Nakache
- Scénario : Géraldine Nakache
- Producteur : Pierre Guyard
- Productrice : Valérie Garcia
- Productrice exécutive : Ève François Machuel
- Directeur de la photographie : Eric Dumont
- Montage : Audrey Simonaud
- Chef décorateur : Sidney Dubois
- Directrice de casting : Elodie Demey
- Directeur de production : Vincent Lefeuvre
- 1ère assistante réalisatrice : Elodie Gay
- Chef costumière : Barbara Loison
- Ingénieur du son : Thomas Guytard
- Musique : Camille, Raphaël Hamburger
- Régisseur : Pierre-Axel Vuillaume-Prézeau
- Coproduction : France 2 Cinéma
- Production déléguée : Nord-Ouest Films, Mars Films[1]
- SOFICA : Indéfilms 7
- Société de distribution : Mars Films
- Pays d'origine :  France
- Langue originale : français
- Format : couleur
- Genre : comédie dramatique
- Durée : 87 minutes
- Date de sortie : 2 octobre 2019

## Distribution
- Leïla Bekhti : Mina
- Géraldine Nakache : Vali
- Patrick Timsit : Léon
- Pascale Arbillot : Gilberte
- Jean-Gabriel Nordmann : M. Mangin
- Serge Avedikian : Didier
- Vincent Darmuzey : Pablo
- Célia Pilastre : Candice
- Bryan Marciano : Mike
- Thomas Lilti : le médecin
- François Favrat : Professeur Ribeiro
- Éric Pucheu : Cédric
- Candice Bouchet : infirmière gérontologique
- Jenny Bellay : Mme Shoukroun
- Xavier Guelfi : invité Mariage

## Accueil

### Critiques
Le film reçoit des critiques mitigées et obtient sur AlloCiné une moyenne de 2,7/5 pour les spectateurs (1987 notes) et 3,2/5 pour la presse (24 titres). Un ensemble de notes de la presse est reporté dans le cadre ci-contre. 
Le Parisien est plutôt satisfait de ce film et dit de lui que c'est « Un film touchant. ».
Le Nouvel Observateur n'est pas très emballé par le film et écrit que « Avec Patrick Timsit en papa poule et veuf, atteint d’un cancer qu’il tente de cacher à ses filles, la comédie se veut douce-amère. Disons qu’il faut aimer très fort son papounet, être nostalgique de la « Star Ac » et fan hard-core de la diva québécoise pour y voir autre chose qu’une mièvrerie aux ficelles épaisses. ».

### Box-office
Le film a rapporté 3 366 005 $ pour un budget de 5 470 000 €.
| Pays ou région | Box-office      | Date d'arrêt du box-office | Nombre de semaines |
| -------------- | --------------- | -------------------------- | ------------------ |
| France         | 448 396 entrées | 26 novembre 2019           | 8                  |
| Total mondial  | 3 366 005 $     | -                          | -                  |